# Mazdakiten
Die Mazdakiten waren eine spätantike religiöse Reformbewegung, die das persische Sassanidenreich zur Zeit des Großkönigs Kavadh I. in Unruhe versetzte.
Die Details sind unklar und umstritten. Den zumeist späteren oder fremden Quellen zufolge trat als Erneuerer der zoroastrischen Orthodoxie um 500 n. Chr. ein gewisser Mazdak (der Jüngere?) auf, offenbar um die Lehren des gemäß at-Tabarī eigentlichen, aus Pasa stammenden Stifters Zaraduscht (nicht identisch mit Zarathustra) zu verkünden. Wenn dieser Zaraduscht (bzw. Mazdak der Ältere?) tatsächlich, wie einige Quellen angeben, ein Zeitgenosse Manis war, so entstand der Mazdakismus bereits im späteren 3. Jahrhundert. Von der Glaubensgrundlage des Zoroastrismus ausgehend näherten sich die Mazdakiten gnostischen und dualistischen Strömungen, zu denen auch der Manichäismus gehörte, und verbanden diese zu einem ungewissen Zeitpunkt anscheinend mit einer auf proto-kommunistischen Vorstellungen basierenden Sozialethik mit asketischen Elementen: Die Welt sollte demnach nicht am Ende aller Tage durch einen großen Kampf gegen das Böse gereinigt werden, sondern die Menschen könnten ihre Seelen und damit die Welt zuvor durch Verzicht auf persönliches Eigentum erlösen und so selbst den Sieg des Guten herbeiführen. Diese Strömung forderte offenbar nicht nur eine Boden- und Gütergemeinschaft ohne Privateigentum, sondern auch eine Frauengemeinschaft (Polyandrie). Dahinter stand vielleicht die Idee, die Vererbung von Macht und Besitz werde unmöglich, wenn niemand mehr wisse, wer der Vater eines Kindes sei.
Ein erheblicher Teil der Bevölkerung fühlte sich offensichtlich durch die mystischen und sozialrevolutionären Elemente der neuen Lehre angesprochen; die Aristokratie war jedoch – in einer politisch unruhigen Zeit – herausgefordert und reagierte gespalten: Einige Magnaten unterstützten die Bewegung, andere bekämpften sie.
Die Quellen sind widersprüchlich, was die Rolle Kavadhs betrifft. Seinem Sohn und Nachfolger Chosrau I. (regierte 531–579) gelang es jedenfalls, die Macht der mazdakitischen Bewegung zu brechen, deren Vorstellungen im Volk aber wohl bis in islamische Zeit fortlebten. Gut möglich ist, dass die Mazdakiten erst zu Beginn von Chosraus Herrschaft gewaltsam aufbegehrten. Ihr Aufstand wurde blutig unterdrückt.

## Geschichte
Schon wer Mazdak war, nach dem die Bewegung in einigen östlichen Quellen (etwa Tabari) benannt wird, und wann er lebte, ist ungewiss. War er der Anführer jener Gruppierungen, die im späten 5. Jahrhundert von sich reden machten, trat er erst im frühen 6. Jahrhundert auf, oder berief man sich sogar nur auf ihn? Gab es bereits eine erste Gründergestalt namens Mazdak im 3. Jahrhundert, auf die sich Mazdak der Jüngere später berief (De Blois 2012), oder stiftete dieser selbst die neue Religion?
Allem Anschein nach waren die Ideen der Mazdakiten im Kern religiöser Natur. Sie gelten den Quellen als eine häretische Abspaltung vom Zoroastrismus und waren wohl auch vom Manichäismus beeinflusst, mit dessen Anhängern sie mitunter verwechselt wurden. Ihre Anhänger verstanden sich vermutlich als religiöse Erneuerer. Offenbar sahen sie weltlichen Besitz als Wurzel allen Übels; dies rief wohl zumindest in Teilen der Bewegung die Idee einer „kommunistischen“ Gütergemeinschaft hervor.
Vielleicht kam es zu einer Vermischung ursprünglich unterschiedlicher Gruppierungen zu einer einzigen, die religiöse und „sozialrevolutionäre“ Momente in sich vereinte und möglicherweise auch den Wünschen der ärmeren Bevölkerungsteile entgegenkommen wollte. Spätrömische Quellen – vor allem Prokopios von Caesarea und Agathias – berichten von der spektakulären Forderung der Mazdakiten (bzw. des Königs Kavadh) nach „Frauengemeinschaft“; dieses Element wird auch von den orientalischen Berichten erwähnt. Es hängt vermutlich mit der Idee einer Gütergemeinschaft zusammen.
Sowohl der zoroastrische Klerus als auch Teile des Hochadels (aber offenbar nicht die gesamte Aristokratie, wie die Quellen suggerieren) standen den Mazdakiten feindlich gegenüber – so hätte die Frauengemeinschaft zu einer Unsicherheit der biologischen Vaterschaft geführt, was wohl das Ende des Erbadels bedeutet hätte. Die Rolle des Königs ist im Grunde völlig unklar. Die meisten Forscher glauben, Kavadh habe versucht, sich der Mazdakiten zu bedienen, um den Hochadel zu schwächen, und sei daher 496 von Adel und Priesterschaft entthront und inhaftiert worden. Nachdem Kavadh 499 seine Krone mit Hilfe der Hephthaliten wiedererlangt hatte, schweigen die Quellen lange von den Mazdakiten, doch wird meist angenommen, dass sein Sohn und Nachfolger Chosrau I. sie in den ersten Jahren seiner Regierung (also um 530) als „Manichäer“ blutig verfolgt habe. Ganz ausrotten ließ sich die Bewegung allerdings nicht.
Allerdings ist diese Rekonstruktion nicht in allen Punkten plausibel, so dass sie auf unterschiedliche Weise bezweifelt worden ist: Eine Extremposition behauptet, Mazdak sei lediglich eine Fiktion gewesen, mit der man die prominente Rolle Kavadhs später vertuscht habe. Andere Wissenschaftler meinen hingegen, es habe sich bei jenen Gruppierungen, die um 490 aufgetreten seien, nicht um die Vorgänger jener gehandelt, die dann um 530 verfolgt wurden, sondern um zwei ganz verschiedene Phänomene. Möglich ist, dass sich der Großkönig erst nach 525 – um diese Zeit wurde der mächtige Adlige Seoses, der ein Anhänger der Mazdakiten war, entmachtet und getötet – ganz von den Mazdakiten abwandte, was die um 530 einsetzenden Verfolgungen erklären würde: Vielleicht kam es auch erst in dieser späten Phase zu einer Radikalisierung der Bewegung, zumal es anfangs auch im Hochadel durchaus „Mazdakitenfreunde“ gab – unter anderem den besagten Seoses –, was eine grundsätzlich gegen die Aristokratie gerichtete Lehre zumindest für die Anfangszeit wenig wahrscheinlich macht (vgl. Wiesehöfer 2009).
Meist wird angenommen, dass Teile der Ideen der Mazdakiten nach 530 im Volk lebendig geblieben seien und in nachantiken Bewegungen – vielleicht bis hin zu den Bogomilen und Katharern – nochmals virulent geworden seien. Sicher ist letztlich aber nur, dass Persien in den Jahren um 500 von inneren Unruhen geplagt wurde, in die auch der Großkönig verwickelt war und die in irgendeiner Weise mit einer religiös-sozialrevolutionären Bewegung zusammenhingen, die die späteren orientalischen Quellen als Mazdakiten bezeichnen. Offenbar führten die Ereignisse letztlich zu einer Schwächung des alten Adels, was es Kavadh und Chosrau ermöglicht zu haben scheint, die Position des Königs zu stärken. Alles Weitere ist nach wie vor Gegenstand gelehrter Diskussion innerhalb der althistorischen und iranistischen Forschung.

## Weblink
- Thomas Schmiedinger: Der Mazdakismus im Iran. Widerstand gegen eine Theokratie. In: Die Maske – Zeitschrift für Kultur- und Sozialanthropologie, 2008, S. 44–46 (PDF; 165 kB)